# Drakensberge

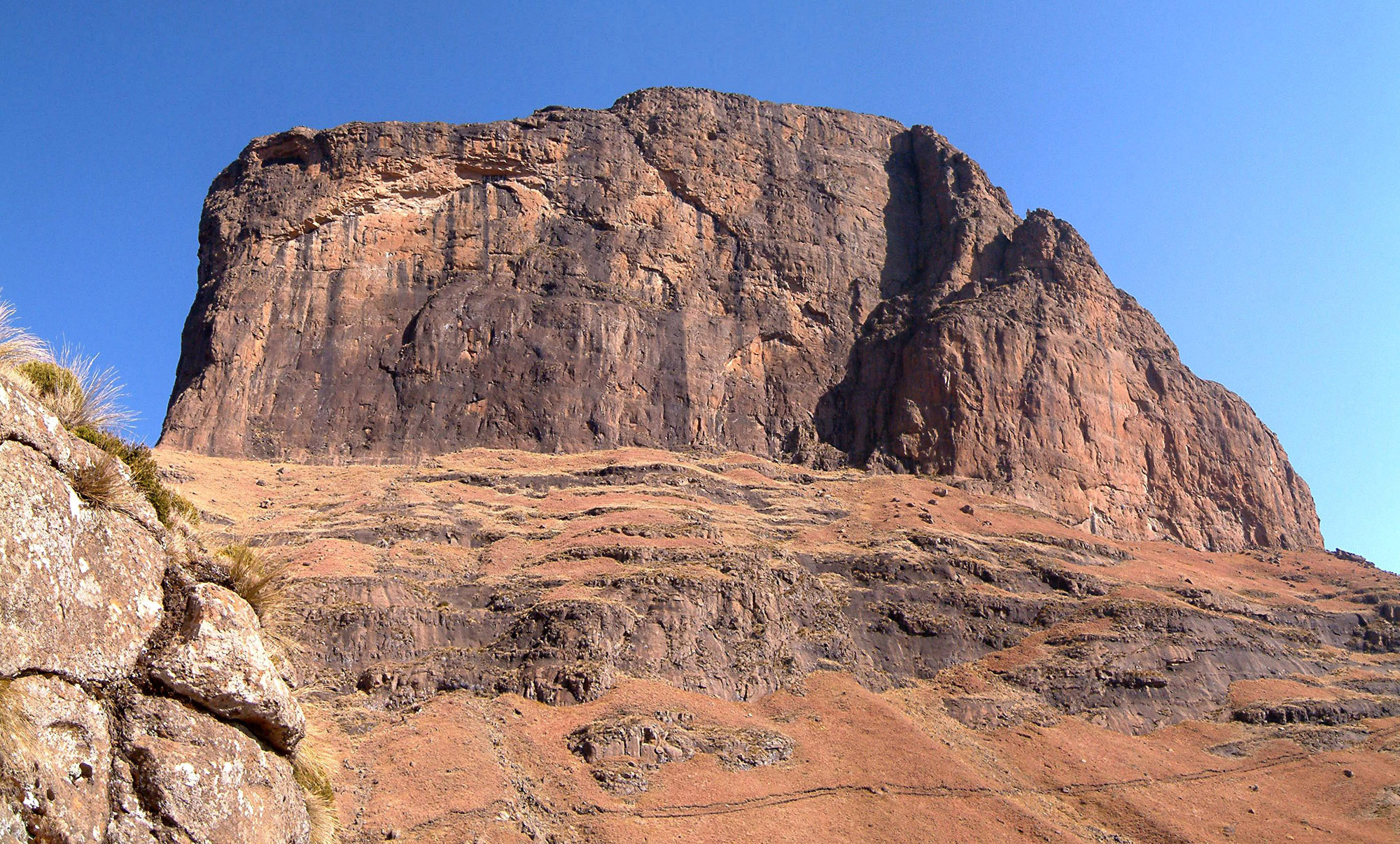
Der Gipfel des Sentinel in den nördlichen KwaZulu-Natal-Drakensbergen

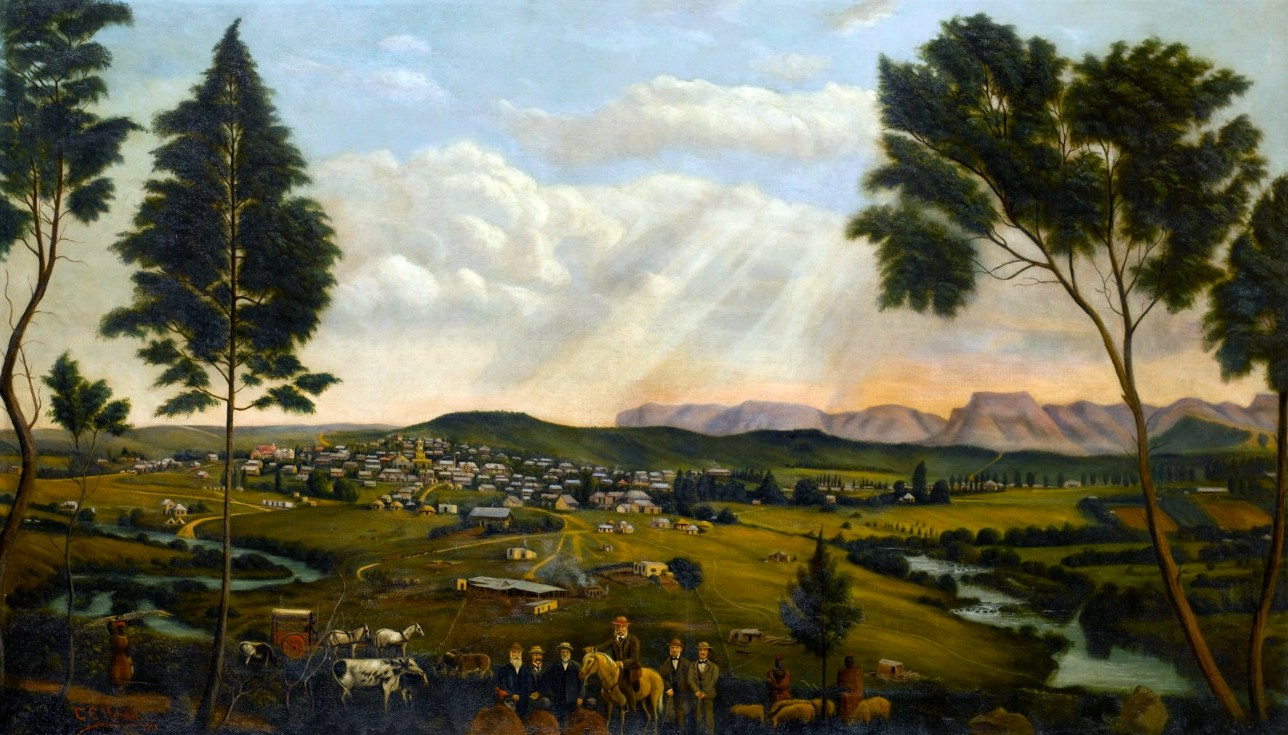
Caesar Carl Hans Henkel: Ansicht von Umtata und den Drakensbergen (Öl, 1913)

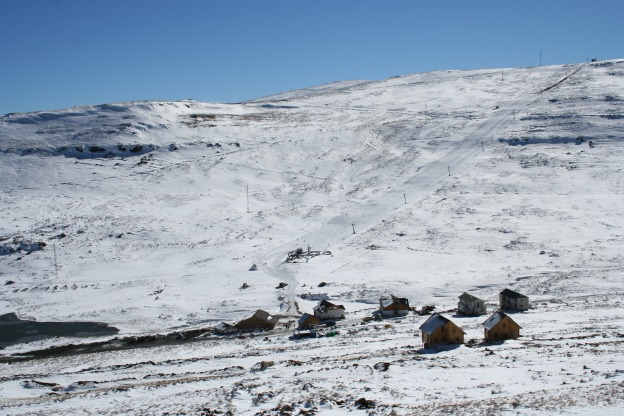
Schnee in den Drakensbergen

Die Drakensberge (deutsch wörtlich „Drachenberge“; afrikaans Drakensberge; englisch Drakensberg) sind das höchste Gebirge im südlichen Afrika und erreichen maximal 3482 Meter. In Lesotho, wo die höchsten Bereiche der Drakensberge liegen, werden sie Maloti oder Maluti genannt.
Die Zulu nennen die Drakensberge wegen der zahlreichen Schluchten, Kämme, Höhlen, Überhänge sowie Zinnen uKhahlamba (deutsch: „Wand der aufgestellten Speere“). Wegen der klaren Bergluft fernab der Zivilisation, der zahlreichen Wasserfälle, Wildblumen, Vogelwelt und der vielen hohen, vielgestaltigen Berge sind sie ein beliebtes Touristenziel. 2000 wurde mit dem Ukhahlamba-Drakensberg Park ein Teil des Gebirges auf die Liste des UNESCO-Welterbes gesetzt, der 2013 zum Maloti-Drakensberg-Park erweitert wurde.

## Lage
Die hohe Bergkette bildet den östlichen Abschluss des südafrikanischen Binnenhochlands und gleichzeitig die natürliche Grenze von KwaZulu-Natal und Lesotho. Vom nordöstlichen Mpumalanga an der Panorama Route bis in die Provinz Ostkap erstreckt sie sich über etwa 1000 Kilometer in Nord-Süd-Richtung.

## Begriff
Unter dem Begriff Drakensberge werden allgemein die langgestreckten und von zahlreichen Schluchten durchzogenen Erhebungen im Grenzgebiet zwischen Lesotho und der südafrikanischen Provinz KwaZulu-Natal verstanden. Außerdem gibt es eine weitere stufenförmige Felslandschaft in den Provinzen Limpopo und Mpumalanga (ehemals Transvaal), die denselben Namen trägt. Beide Landschaften sind Teil der Großen Randstufe (Great Escarpment) von Südafrika. Zur Unterscheidung beider Gebiete voneinander sind mitunter folgende Bezeichnungen in Anwendung:
- Natal-Drakensberge (englisch: Natal Drakensberg oder KwaZulu-Natal Drakensberg oder uKhlahlamba-Drakensberg Mountains)
- Transvaal-Drakensberge (englisch: Transvaal Drakensberg)

Die markant zerklüfteten Bereiche der Großen Randstufe zwischen beiden namenstragenden Hauptregionen werden auch als Drakensberg Escarpment bezeichnet.

## Entstehung
Die Drakensberge entstanden in der Zeit des Jura vor etwa 180 Millionen Jahren durch Vulkanismus, der damals auf der Südhalbkugel weit verbreitet war. Dabei wurden bestehende mächtige Sedimentschichten des Karoo-Hauptbeckens von basaltischen Massen überflutet, die sich heute als hohe Berge und durch schroffe Felssituationen markieren. Vereinzelt treten innerhalb des Drakensbergmassivs noch Sedimentbänder der älteren Schichten auf. Spätere Erosion vertiefte die Täler und erzeugte Geröllablagerungen. Die angrenzenden Teile von Kwazulu-Natal waren von diesem Vulkanismus ebenso betroffen. Hier erzeugten die tektonischen Aktivitäten zusätzlich Hebungen in den Sandsteinschichten, die sich als Ausläufer der Drakensberge darstellen.
Durch die Wasserströme wurde Geröll an der Innenseite der Randschwellen angelagert und auf der Außenseite große Mengen Basalt abgetragen.

## Einteilung

### Nördliche KwaZulu-Natal-Drakensberge
Der Nordteil beinhaltet das spektakuläre Amphitheater, eine acht Kilometer lange, fast senkrechte Felswand, die 1000 Meter hoch ist.
Im Royal-Natal-Nationalpark gibt es einige Wanderwege. Dazu gehört der Wanderweg in die Tugela Gorge (Schlucht des Tugela River mit Wasserfällen) und der Weg zum höchsten Gipfel des Nord-Plateaus, dem 3282 Meter hohen Mont-Aux-Sources.

### Zentrale KwaZulu-Natal-Drakensberge
Dieser Abschnitt ist mit Wanderwegen und Hotels gut erschlossen. Herausragend sind hier Berge wie der markante Cathkin Peak (3181 m; isiZulu: Mdedelelo, deutsch: Gib ihm Raum), Monk’s Cowl (3234 m), der Champagne Castle (3377 m), Thabana Ntlenyana in Lesotho (3482 m; höchster Gipfel der Drakensberge) und Giant’s Castle.

### Südliche KwaZulu-Natal-Drakensberge
Der Südteil ist touristisch weniger erschlossen. Es gibt hier Naturschutzgebiete mit selten gewordenen Tieren.
Hier befindet sich auch der Sani-Pass, mit 2874 Meter Höhe der höchste Gebirgspass Südafrikas und zugleich die einzige Straßenverbindung von KwaZulu-Natal nach Lesotho, die allerdings ab dem südafrikanischen Grenzposten nur für Allradfahrzeuge befahrbar ist. Wegen seines Ausblicks ist er auch für Touristen interessant.
Am südlichen Ende liegt auf der lesothischen Seite der Grenze der Sehlabathebe-Nationalpark, an den sich auch das Tenahead Mountain Reserve anschließt.

### Highlands in Lesotho

3-D-Animation der KwaZulu-Natal-Drakensberge

Die Highlands bzw. Maloti-Berge bedecken etwa drei Viertel der Fläche Lesothos. Es handelt sich überwiegend um ein über 3000 Meter hohes, früheres Hochplateau, das durch tief eingeschnittene Flusstäler seine heutige Form erhalten hat. Im Nordwesten des Gebirges liegt die über 3100 Meter hohe Front Range, die nach Osten hin durch den Malibamatšo begrenzt wird, einen Nebenfluss des Senqu bzw. Oranje. Im Südwesten ragt die Thaba Putsoa Range bis zum 3096 Meter hohen Thaba Putsoa („Blauer Berg“) auf. Diese beiden Gebirgszüge werden durch den Senqunyane von der Central Range getrennt, die wiederum im Osten durch den Senqu von dem plateauartigen Teil des Gebirges abgegrenzt wird, der den größten Teil des Mokhotlong-Distrikts ausmacht. Dort liegt auch der Tlaeeng-Pass, der mit 3225 Metern über dem Meeresspiegel einer der höchstgelegenen Straßenpässe Afrikas ist. Die mit rund 3100 Metern höchstgelegene Siedlung ist Letšeng-la-Terae, das nahe einer Diamantmine errichtet wurde – die wiederum die höchste ihrer Art weltweit ist. In den Maloti-Bergen liegen auch die Bauten des Lesotho Highlands Water Project, das der Wasserversorgung der ariden südafrikanischen Provinz Gauteng dient.

## Felszeichnungen

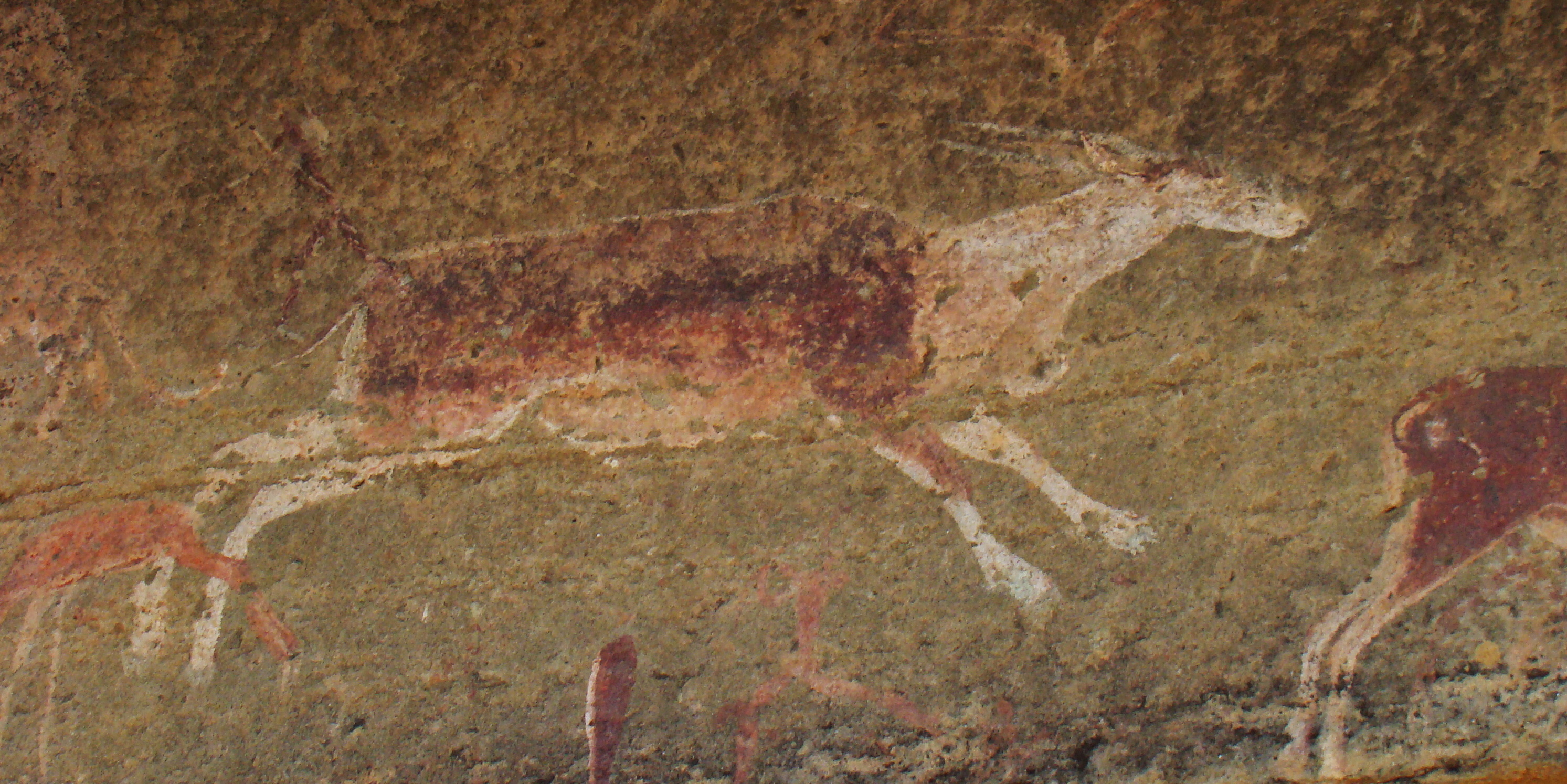
San-Zeichnung

Bekannt sind die Drakensberge auch für die zahlreichen Felszeichnungen der San. In fast jeder Höhle und unter fast jedem Felsüberhang finden sich Darstellungen von Menschen und Tieren, von Jagd, Tanz und Ritualen. Es wird vermutet, dass es im Bereich des Nationalparks etwa 600 Fundstätten mit insgesamt 35.000 einzelnen Darstellungen gibt. Ungewöhnlich ist nicht nur die große Zahl der Bilder, sondern auch der Umstand, dass sie alle einer einzigen künstlerischen Tradition, nämlich der Kultur der San, zugerechnet werden können.
Auch in Lesotho gibt es Felsmalereien der San, jedoch sind sie im Bereich der Drakensberge meist schwer zugänglich.

## Sonstiges
Der Film 2012 endet damit, dass nach dem Weltuntergang durch die Anhebung der Afrikanischen Platte die Drakensberge nun die höchste Erhebung der Erde darstellen.
In der Quadrologie „Otherland“ von Tad Williams befindet sich eine stillgelegte, militärische Bunkeranlage in den Drakensbergen.